# Cicer microphyllum
Cicer microphyllum är en ärtväxtart som beskrevs av George Bentham. Cicer microphyllum ingår i släktet kikärter, och familjen ärtväxter. Inga underarter finns listade i Catalogue of Life.